# John Summerson
John Newenham Summerson (1904-1992) est un important historien britannique de l'architecture anglaise.

## Biographie
John Summerson est né à Coatham Munderville près de Darlington. Il étudie à la Harrow School puis à l’University College de Londres. Il écrit beaucoup à propos de l’architecture britannique, et plus particulièrement sur la période georgienne. Son livre Architecture in Britain: 1530-1830 (1953) est aujourd'hui considéré comme un classique sur le sujet pour les étudiants et le public en général.
The Classical Language of Architecture (1963) est une introduction aux éléments stylistiques de l’architecture classique et en définit les utilisations et variations au cours des époques. Il écrit aussi des livres aux sujets plus spécialisés, dont des ouvrages sur les architectes Inigo Jones et John Nash et le Londres georgien.
Il publie aussi The Architecture of the Eighteenth Century (1986), dans lequel il décrit Étienne-Louis Boullée comme étant le point de départ pour l’un des plus audacieux innovateurs du siècle – Claude Nicolas Ledoux – l'un des principaux créateurs du style néoclassique.
John Summerson est également le conservateur du Sir John Soane's Museum à Londres de 1945 à 1984.

## Distinctions
- Compagnon d'honneur
- Commandeur de l’Empire britannique

## Publications
- John Summerson (trad. B. et J.-Cl. Bonne), Le langage classique de l'architecture [« The Classical Language of Architecture »], Paris, Thames & Hudson, coll. « L'Univers de l'Art », 1963 (réimpr. 1980, 1992 pour la trad. en français), 144 p.
- John Summerson, Architecture in Britain 1530–1830, éd. Pelican, 1977 (ISBN 0-14-056003-3)
- The life and work of John Nash, architect, 1980.
- L'architecture du XVIIIe siècle, Paris, Thames et Hudson, 1993 [1986].